# ۱۰ تا ۱۱
۱۰ تا ۱۱ (ترکی استانبولی: 11'e 10 kala) یک فیلم درام ترکیه‌ای به کارگردانی پلین اسمر در سال ۲۰۰۹ است.